# Юргенсон, Дитрих Генрих
Дитрих Генрих Юргенсон (нем. Dietrich Heinrich Jürgenson; 1804—1841) — эстонский филолог и литературовед.

## Биография
Родился 15 (27) июля 1804 года в волости Вазалемма Эстляндской губернии в семье (предположительно крепостного) сапожника Карла Юргенсона (?—1840), который позднее стал управляющим имения Васалемма, а затем стал мельником в Алавайну и в приходе Козе уезда Ору, а в последние годы жизни занимался торговлей в губернской столице. Мать Дитриха Генриха Юргенсона — Магдалена Фальк, была дочкой Иоганна Фалька из среднего сословия. 
Среднее образование получил в Ревельской гимназии. В 1823—1826 годах — студент богословского факультета Дерптского университета. Одновременно с занятиями в университете, он давал уроки в местной воскресной школе. 
В 1826 году занял должность инспектора Дерптской учительской семинарии; 17 ноября 1837 года он был также назначен лектором эстонского языка в Дерптском университете и занимал обе эти должности до самой смерти. Умер 10 (22) августа 1841 года.
В «Verhandlungen» Эстонского учёного общества при Дерптском университете (одним из основателей которого он являлся) он напечатал краткую историю эстонской литературы.
С 3 июля 1831 года был женат на своей бывшей ученице из Туулны (волость Кейла) Вильгельмине фон Рехекампф (Wilhelmina von Rehekampff; род. 21 мая 1814 года), которая происходила из древней аристократической семьи балтийских немцев.